# 74式戦車
74式戦車（ななよんしきせんしゃ）は、陸上自衛隊が61式戦車の後継として開発、配備された国産二代目の主力戦車である。部隊内での愛称は「ナナヨン」。

## 概要
74式戦車は61式戦車の後継として開発された、第2.5世代主力戦車に分類される戦車である。三菱重工業が開発および生産を担当した。
105mmライフル砲を装備し、油気圧サスペンションにより車体を前後左右に傾ける姿勢制御機能を備え、射撃管制装置にレーザー測距儀や弾道計算コンピューターを搭載するなど、61式戦車の開発された時点では実現できなかった内部機器の電子化も行われている。軽量化のため内部容積を減らして小型化している。配備開始から装甲増加などの大幅な改修は行われていないが、新たな砲弾への対応能力が付与され戦闘力を向上させている。
後継車輌として第3世代主力戦車である90式戦車が開発・生産されたが、こちらは北部方面隊以外では富士教導団など教育部隊にしか配備されなかったため、全国的に配備された74式戦車が数の上では主力であった。その後、74式戦車の更新も考慮した10式戦車の採用や同じ口径の砲をもつ16式機動戦闘車の採用など代替が進み、2024年（令和6年）3月末に全車が退役となった。

## 開発
74式戦車の開発は、61式戦車が採用されて間もない1964年（昭和39年）に開始した。当時は既にM60パットンやレオパルト1、T-62といった第2世代主力戦車と呼ばれる車輌の研究開発が終了し、それらが配備され始めており、日本の戦車開発のタイミングは一歩遅れている形となっていた。
この事情から、新型戦車は各国の強力な第2世代主力戦車に技術的に追い付くことが開発目標とされ、なお開発当時は冷戦中であったため陸上自衛隊は仮想敵として北海道などに上陸してくると考えられるソビエト連邦のT-54やT-55といった戦車を想定していた。

### 新戦車の模索と開発
当初は、登場早々に第2世代主力戦車の登場を受けて、火力不足が指摘されていた61式戦車の火力強化を行った61式戦車(改)の試作開発も提案されていた。同時に当初から105 mm砲を搭載した新戦車の開発を行うべきとの主張が生まれ、防衛庁や関係各局、指揮運用担当者との協議が行われた。61式戦車(改)のように砲を強力なものに交換するということは、諸外国でも行われるものであったが、重量の増加に伴う機動力の低下や発射速度の低下など、総合戦闘力はかえって改悪されることもしばしばであるとして、1965年（昭和40年）から基礎研究を開始することが決定する。
 - 61式戦車(改) 想像図
1950年（昭和25年）代には成形炸薬弾を用いた対戦車兵器が進歩し、「戦車無用論」も一時は広まった。後に高初速の砲弾や複合装甲の登場により、成形炸薬式兵器の優位は崩れたが、当時の日本における複合装甲は未だ試行錯誤の段階であったため、低シルエットと徹底した避弾経始を採用することとなった。特に低車高化については力を入れ、実寸大模型を製作し研究が行われた。結果として74式戦車の車高は無砲塔型であるStrv.103を除くと、第2世代主力戦車の中でも低いものとなっている。
装甲材には単純な防弾鋼を採用しており、同様の思想で設計されたレオパルト1、AMX-30と共通した外観を持つ。対戦車ミサイルなどの対戦車兵器については、装甲で受け止めて防ぐのではなく、流線的装甲による避弾経始と機動力で被弾そのものを回避するのが74式戦車を含めた第二世代主力戦車の運用思想だった。
エンジンについては、1965年（昭和40年）から新たに高出力の空冷ディーゼルエンジンを開発することとされた。1960年（昭和35年）代当時、同盟国のアメリカ軍や西側諸国が配備していたM60中戦車には空冷ディーゼルエンジン（コンチネンタル AVDS-1790）が採用されており、M48中戦車やM103重戦車などの既存戦車に対しても同型の空冷ディーゼルエンジンに換装する改修事業が推進されていた。
既に61式戦車の際に開発に成功していた空冷ディーゼルエンジンが存在していたが、目標とされた400馬力級の小型軽量エンジンの要件は満たしていなかった。そのため三菱重工業の高速艦艇用2サイクルディーゼルと太平洋戦争中に培った空冷技術をもとに新たなエンジンを開発することとされ、1967年（昭和42年）に10ZFディーゼルエンジンとして完成した。
トランスミッションは1964年（昭和39年）より開発が始まり、1967年（昭和42年）にMT-75操向変速装置として完成した。オートマチックトランスミッションでなくセミオートマとなったのは当時の技術的な遅れが原因との指摘もあるが、開発の際にトルクコンバーターを用いることは伝達効率が低い（加速能力などに影響する）という理由でなるべく避けられており、一次変速部と二次変速部は遊星歯車機構を用いた二重差動操向式（クロスドライブ式）となっている。変速操作はパワーシフト式であり、発進および停止時以外のクラッチ操作は不要である。
射撃管制装置にはレーザー測距儀や弾道計算コンピューターなど、当時の世界最高レベルの最新技術が盛り込まれた。車体の挙動に影響されず主砲の照準を保持する安定化装置（スタビライザー）の開発では、砲塔を駆動する油圧システムとジャイロの電気信号で制御される安定化装置の制御が、開発の上で特に困難だったとされている。

### 試作車

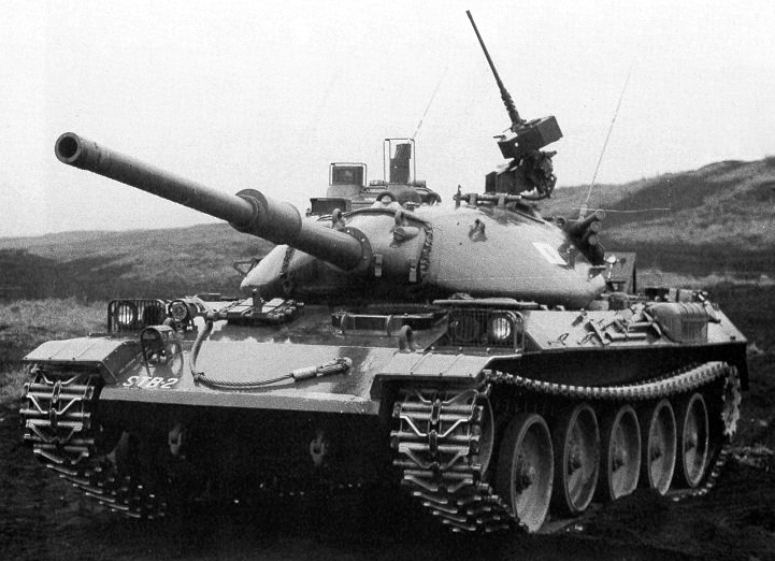
STB-2

最初の試作車はSTTと呼ばれ、油気圧懸架装置をテストするための車体のみの車両であった。当初は61式戦車のエンジンと履帯が装着されていたが、1967年（昭和42年）には三菱重工が開発した10ZFディーゼルエンジン、およびMT-75操向変速機が装着された。また、105 mm砲も装着され、砲撃が車体などに与える影響も検証された。105 mm砲を装備した試作砲塔もSTTに搭載され、試験が行われた。
STTで各部ごとの試験が行われた後、1969年（昭和44年）9月にはSTB-1とSTB-2の試作車両2両が完成した。この試作車は費用面で妥協することなく開発が行われたが、その装備の多くは結局、費用対効果の問題などで採用されなかった。STB-1、STB-2共通で戦車長がリモコンで車内より操作する対空機銃（照準はペリスコープを使う）、STB-1のみ装備の半自動装填機、後退用ギアを2段変速など、数々の意欲的な機能が搭載されていた。ほか、細部の構造が量産車と異なる。
STBを見た、関係していた人物は「量産車とはエンジン音からして違った（軽かった）」「細部の作りが丁寧で、綺麗だった」「砲塔の内部は量産車と違い近未来的だった」といった感想を残している。STB-1は1972年（昭和47年）の観閲式で国民に一般公開され、避弾経始に優れた車体の形状は当時の人々を驚愕させるものであった。
2両の一次試作車による試験の後、コストの低減を主眼とした二次試作車であるSTB-3からSTB-6までの4両が1970年（昭和45年）4月 - 1971年（昭和46年）12月までに製造された。
STBの審査は1973年（昭和48年）11月に行われた。開発には1年を要し、1974年（昭和49年）に完成し、制式化、翌1975年（昭和50年）から三菱重工業による生産が開始された。なお、制式化当時防衛庁長官だった山中貞則は、装備局に「次期主力戦車の名前を『山中式戦車』に」と主張したが、前例がない上に開発に山中は一切関与していないため、当然の如く却下されている。

## 特徴

### 火力

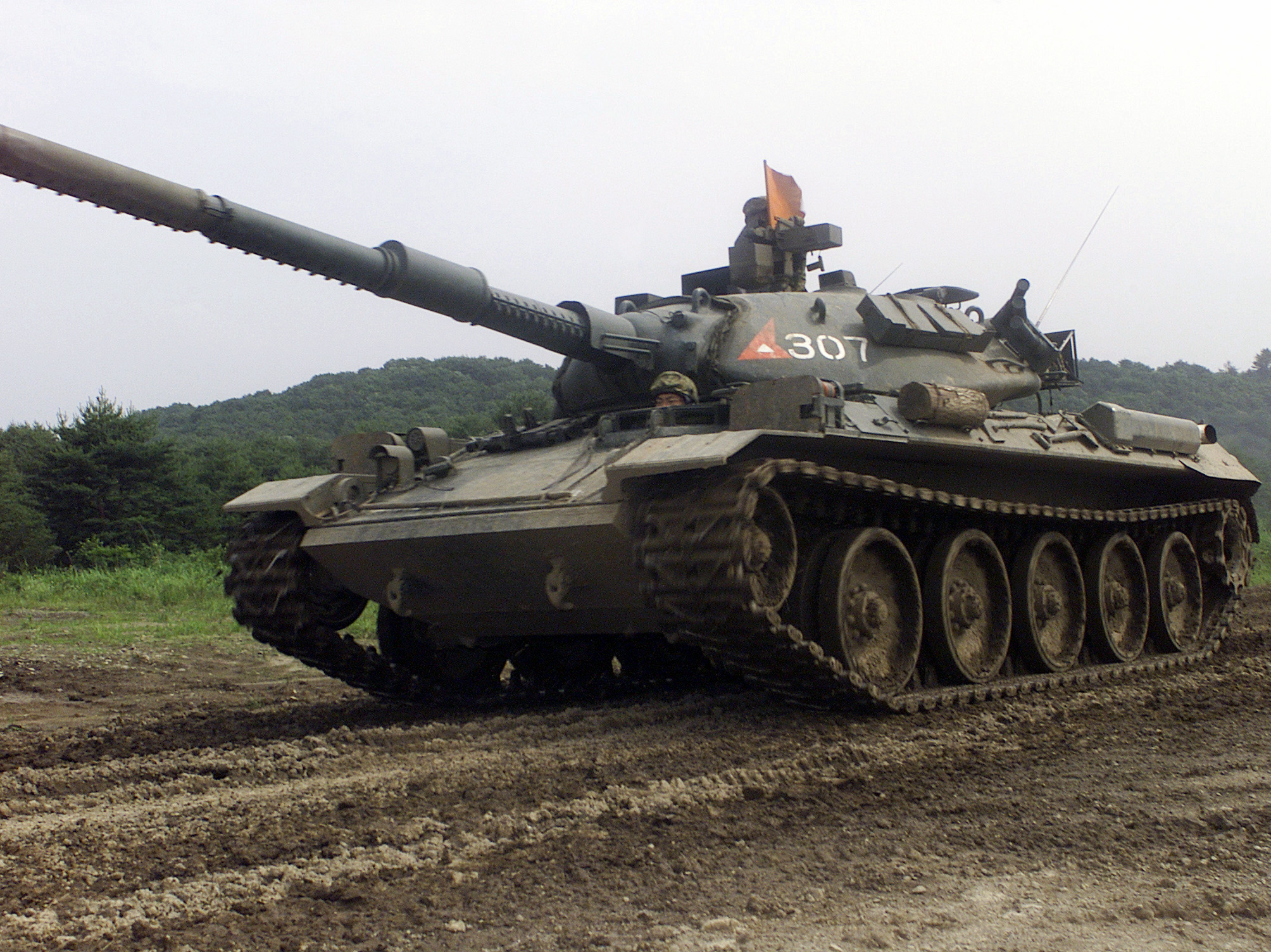
避弾経始を追求したことで流線型の砲塔となった。

主砲にはイギリスのロイヤル・オードナンス社の51口径105 mmライフル砲L7A1を日本製鋼所がライセンス生産した物を装備しており、105 mmライフル砲用の砲弾は当初APDSとHEPを使用していたが、現在ではAPFSDS（93式105 mm装弾筒付翼安定徹甲弾）とHEAT-MP（91式105 mm多目的対戦車榴弾）を使用している。ほかに、演習用徹甲弾として00式105 mm戦車砲用演習弾と、空砲射撃用の77式105 mm戦車砲空包がある。砲は車体が傾いても砲自体は水平を保つ安定化装置を備えている。後述のD型からは発砲の熱によるたわみを防ぐ目的で砲身にサーマルジャケットが採用され、以前の量産車両に装着された。
旧防衛庁『仮制式要綱 74式戦車 XD9002』によれば、砲塔および戦車砲の動力制御の最高速度は砲塔の旋回速度が約24度/秒、戦車砲の仰俯角速度が約4度/秒となっている。戦車砲の発射速度は初弾が概略照準後（レーザー測距による照準を完了した状態）3秒、次弾は初弾発射後4秒となっている。
射撃の際はルビーレーザーによるレーザー測距儀とアナログ式弾道計算コンピューターを用いる。また、STB-1にはパッシブ式暗視装置が装備されていたが、コスト面からSTB-2以降では廃止され、アクティブ近赤外線式の暗視装置を備えることで、夜間射撃を可能としている。
副武装として、12.7mm重機関銃を砲塔左側に、連装銃として74式車載7.62mm機関銃を主砲同軸に、各1丁装備する。STB-1ではリモコン可動式で、車長席に機銃用ペリスコープが装備されていたが、ペリスコープからの狭い視界からは精密射撃が期待できないため、STB-2以降は通常の手動操作に戻された（74式車載7.62mm機関銃は、本車のために62式7.62mm機関銃を元に開発された新型機関銃である）。12.7mm重機関銃用の12.7x99mm NATO弾は660発、74式車載7.62mm機関銃用の7.62x51mm NATO弾は4,500発を車内に格納する。なお機関銃を用いた対空射撃の際は、後述する油気圧サスペンションによる姿勢変換を行い俯角をとる事もある。
このほか、乗員用に11.4mm短機関銃（弾薬150発）を2挺、64式7.62mm小銃（弾薬200発）を1挺、21.5mm信号けん銃（弾薬10発）を1挺、手榴弾（8発）を搭載する。

### 防護力
防弾鋼板の溶接構造を採用し、90式戦車のような複合素材は採用されていない。だが、避弾経始の思想が随所に見られる設計となっており、車体前方装甲を例にあげると、約80mmの装甲板が斜めに溶接されており、水平弾道に対する厚さは上部装甲板で189mm、下部装甲板で139mmとなっている。
車体側面は厚さ35mmの装甲板で構成されている。車体前半部の傾斜した側面は蓋が開いて小物入れとなるが、IS-3の車体側面のように、空間装甲（スペースド・アーマー）として機能する。車体後面装甲は厚さ25mmとされる。防弾鋳鋼製の砲塔に関しては、砲塔上面が約40mm、前面装甲は189-195mmと推測されている。
他国の第2世代戦車と比較しても、車体前面装甲厚はレオパルト1の122mm・140mmより厚く、T-62の174mm・204mmよりやや劣る程度である。車体側面・後面装甲厚もレオパルト1と同程度とされる。
発煙弾発射機は61式戦車では後からの増設であったが、74式戦車では砲塔側面には3連装式の74式60mm発煙弾発射機を標準装備している。

### 車体
乗員は車長・操縦士・砲手・装填手の4名が乗車する。配置は、車体前方左側に操縦士、砲塔右側に前から砲手、車長、砲塔左側に装填手となっている。前方から見て左右に2人ずつ配置されるのは、被弾の際に一度に機能を失うリスクを軽減するためでもあった。
61式戦車では道路事情の制約のため設計段階から鉄道輸送を考慮し、横幅を在来線の車両限界である3m以下とすることが前提であった。しかし1964年（昭和39年）の東京オリンピックを機にモータリゼーションが進み、1966年（昭和41年）には鉄道部隊の第101建設隊が解散するなど鉄道輸送に固執する意味が薄れたこともあり、最終的に車両限界を超える3.18mとなった。74式戦車以降に導入された戦車は全て3mを超えるサイズとなっている。ただし、3mを超えつつも3.2m以下で抑えたのは国内鉄道輸送を考慮してのものであり、本車は日本で最後に鉄道輸送を考慮した戦車となった。
車体は61式戦車に比べ大型化したが車内は狭く、砲手席に乗り込むには一旦車長席に座り、次に砲塔天井裏の取っ手につかまって体を持ち上げ、その足先にある座席に滑り込むという手順が必要であった。部隊配備された当時、本車を見学に来て車長席に座った米軍将校は、そこを砲手席と勘違いして「車長席はどこか？」と尋ね、今座っているのが車長席で砲手席はその足先にあると教えられ、その狭さに驚いたというエピソードもあるなど、当時の日本人の体格でも余裕のない狭さであった。砲手ハッチはSTB-1ではソ連戦車と同じ前側に開くタイプだったが、STB-2以降は通常の後ろ側に開くタイプになっている。
74式戦車は日本の戦車としては初めて上部転輪を排し、直径の大きい下部転輪を採用している。61式戦車では超信地旋回ができなかったが、74式戦車からは可能になっている。
操縦席にはT字型のハンドルがあり、アクセル・クラッチ・ブレーキがそれぞれ備わる。左側に変速レバー、コントロールボックス、前後・上下調節式の座席下には緊急脱出用のハッチが設けられている。また、緊急時用に油圧式懸架装置の手動コントロール装置も配置される。右側の弾薬庫に沿った上部にサイドパネル、その下方前方に懸架主油圧計、ブレーキロックレバーがある。
74式戦車の特徴の一つが、山地の多い日本の地形に合わせ、油気圧サスペンション（ハイドロニューマチック）による姿勢変更機能を有することである。伸縮するサスペンションにより標準姿勢から車高を上下に各20 cmずつ変化させることができ、サスペンションを前後左右別々に作動させることもできるため、車体全体を前後に6度ずつ、左右に9度ずつ傾ける姿勢制御が可能である。このことで丘などの稜線から砲塔だけを覗かせて攻撃する稜線射撃も容易としている。これはスウェーデンのStrv.103を参考にしたといわれており、専守防衛思想のもとで運用され、待ち伏せ攻撃も想定する74式戦車にとって都合の良い機能となっている。また、車体の水平を保つことで乗員への負担を軽減する効果もある。丘陵地や傾斜地の多い国土での運用に長けた74式戦車の姿勢制御技術は、74式戦車の車体をベースに開発された78式戦車回収車や87式自走高射機関砲、91式戦車橋などにも一部改良され受け継がれた他、実用的な技術として90式戦車や10式戦車にも引き継がれている。操縦士用装置には高車制御スイッチの他に、あらゆる姿勢から通常姿勢にワンタッチで復帰させる標準姿勢スイッチが付属している。
この特徴的な油気圧サスペンションは姿勢制御機能のためストロークが大きく、悪路での走破性が他国の戦車に比較して高い。北海道地区に配備されていた74式戦車は、サスペンションシリンダー内の油圧オイルの凍結を防ぐため油圧を抜いてオイルをリザーバータンクに戻し、常に最低車高の状態で格納されていたが、現在ではオイルの不凍性が向上したため、通常姿勢で格納されている。
2014年（平成26年）にアメリカで行われた日米共同訓練で、射撃の際に車体全体を晒さなければならないアメリカ陸軍のM1A1エイブラムスとは異なり、この姿勢制御を駆使して車体を稜線に隠し、砲身のみを目標に向けられる74式戦車の機能を初めて見たアメリカ軍の戦車兵からは驚かれ、訓練の合間に行われた見学会では、そこでも披露された姿勢制御機能に対し、驚きのあまり自前のカメラで74式戦車を写真撮影する兵士達が多くいたという。
完成当時、この戦車を見たイスラエル軍の武官が「これでは砂漠で戦えない」と述べたといわれるが、日本国内での運用のみを想定し、輸出も考慮していない74式戦車の場合、防塵フィルターのような砂漠用装備の開発は最初から考慮されていない。時代が下った1988年（昭和63年）、メルカバ戦車の開発の指揮を執ったイスラエル・タル将軍は戦車マガジン誌のインタビューにおいて「詳しいわけではないがなかなか良い戦車だと思う」と評した上で主砲弾の性能不足に触れ、105ミリ砲搭載のメルカバでT-72を撃破した戦訓を引き合いに「我が国には良い砲弾があるので、日本でもどうか」と冗談交じりに改良砲弾採用の重要性を示唆している。砲弾の問題はのちにダイキン工業が国産した93式装弾筒付翼安定徹甲弾（APFSDS）として結実している。
水密構造であるため、潜水キットを取り付けることで2メートル強の潜水渡河が可能となっている。この密閉効果を利用することで、NBC汚染地域では車内を与圧し、乗員を汚染物質から防護することができる。潜水渡河の際、操縦士は雨衣を着用する。
車体後部には外部と搭乗員との会話用に、62式車上電話機が装備されている。

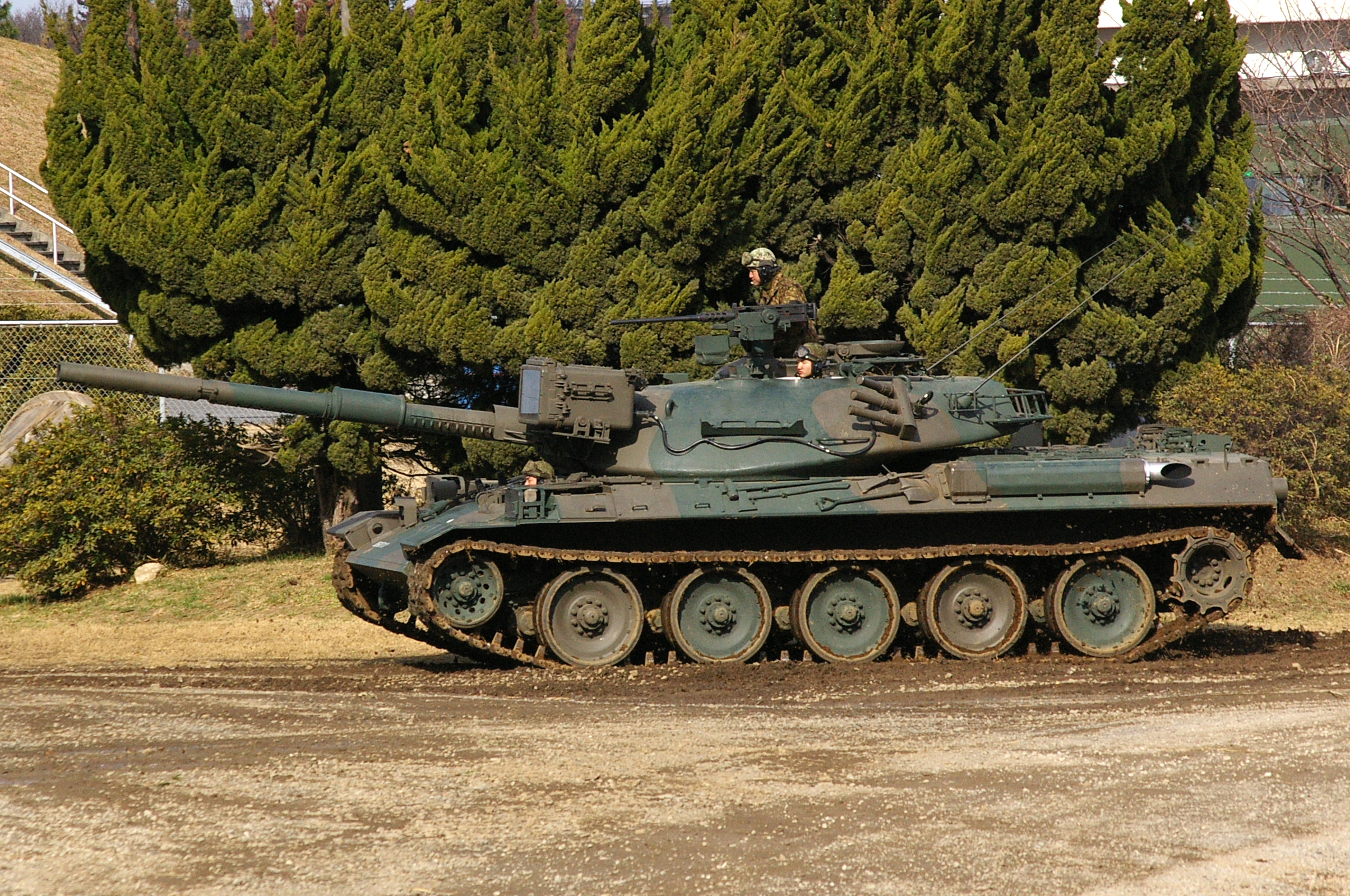
習志野演習場での74式戦車 / 2008年撮影。
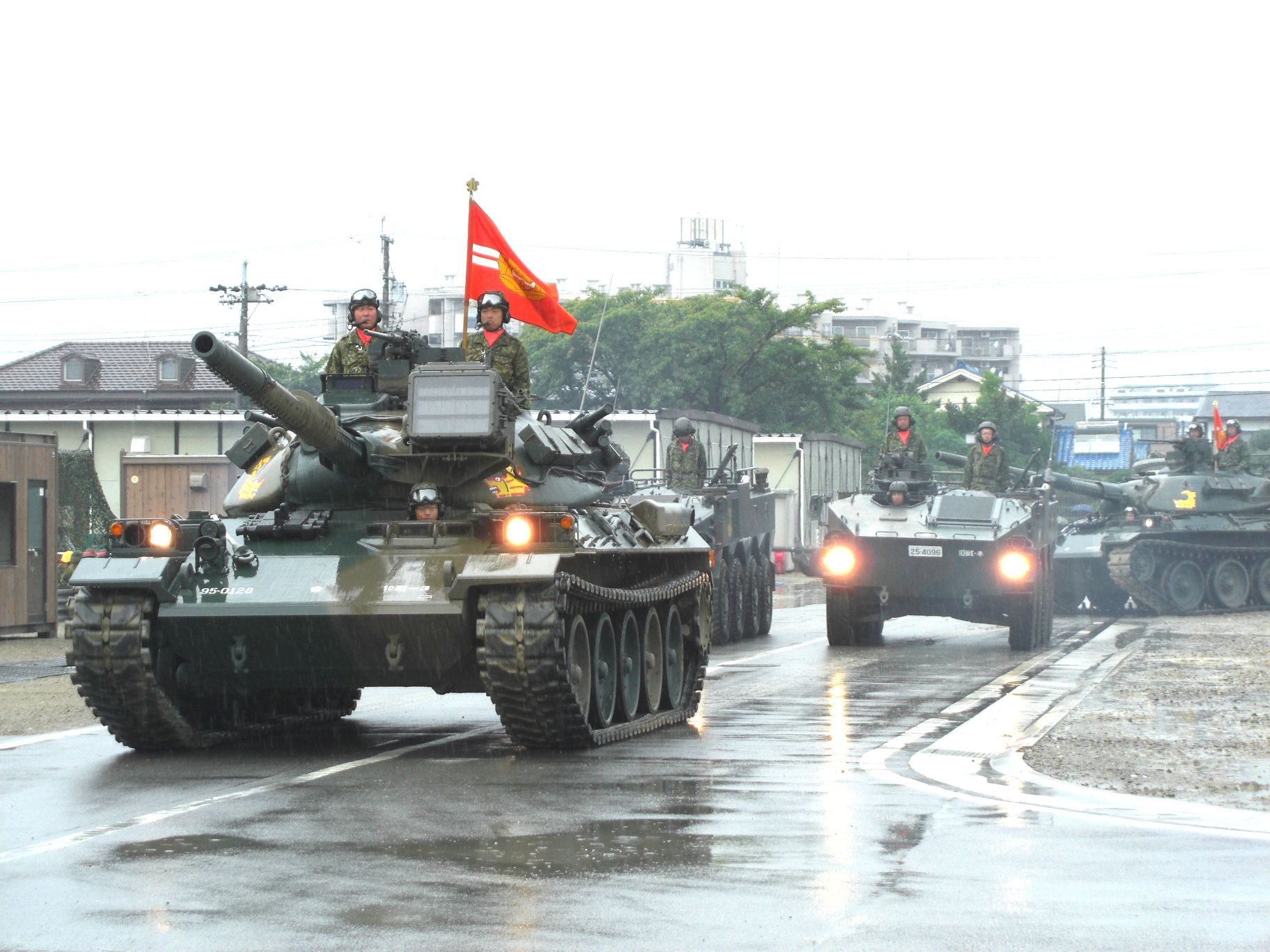
74式戦車と96式装輪装甲車 / 2012年撮影。
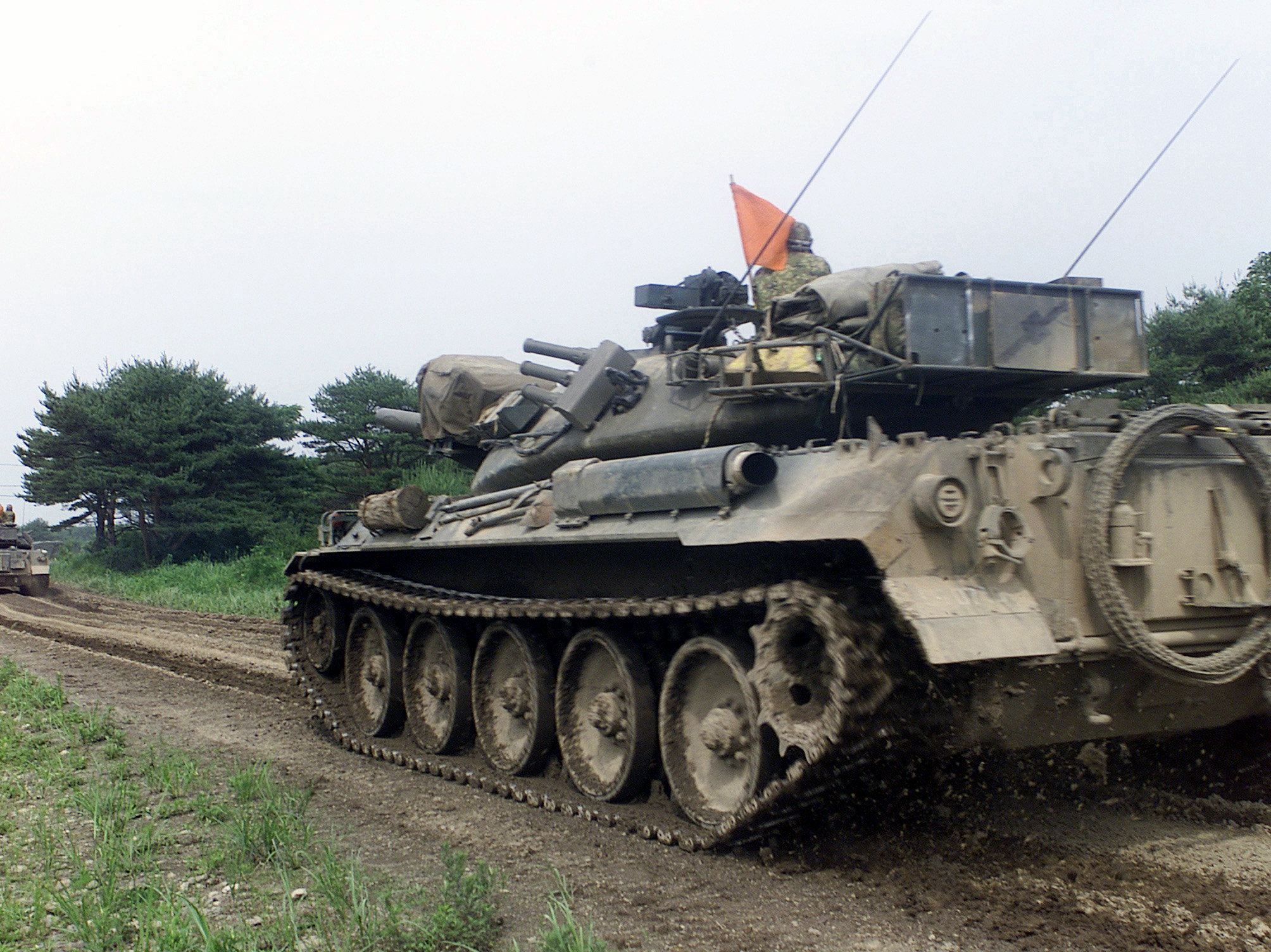
車体後部
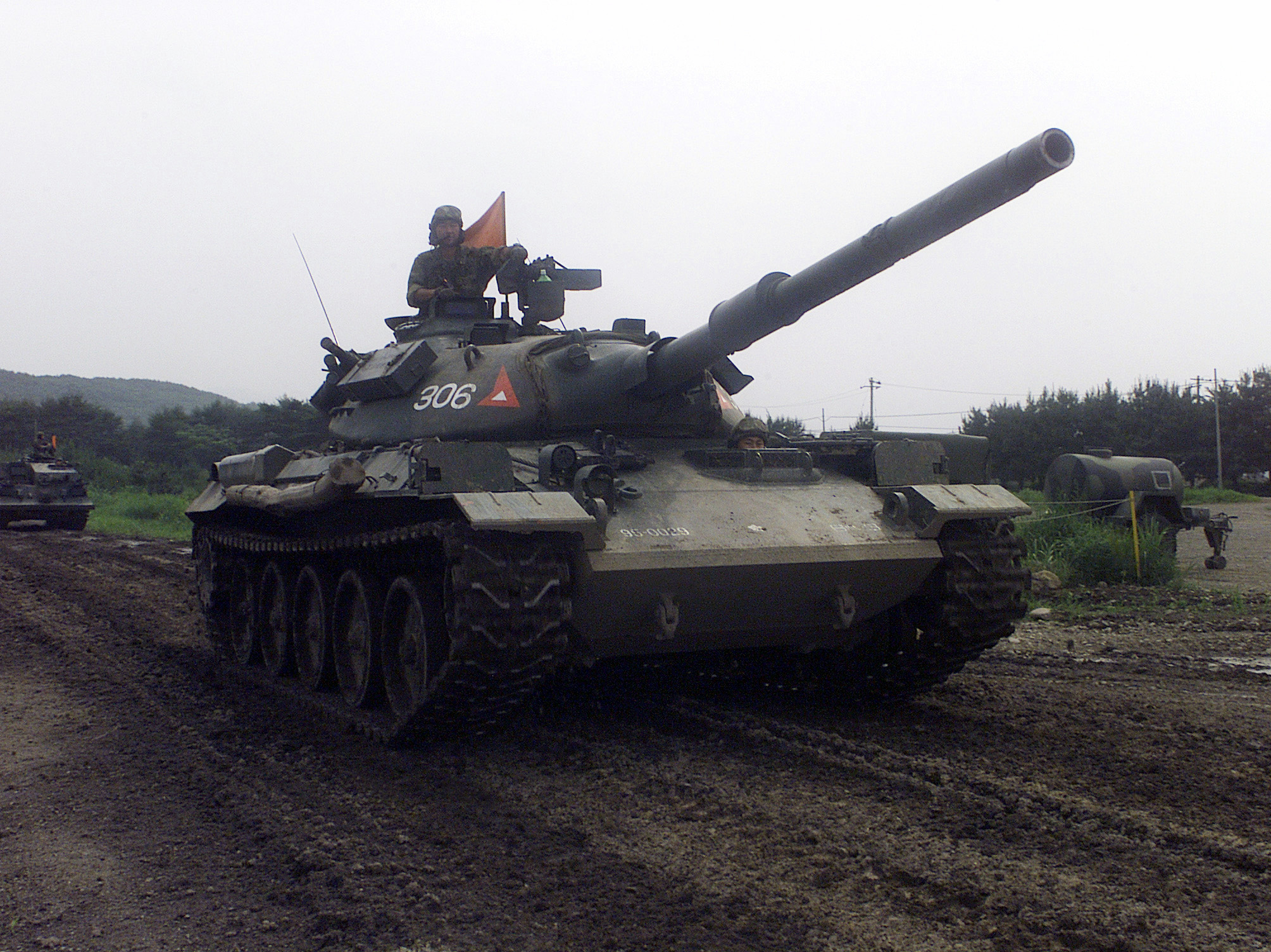
車体前部
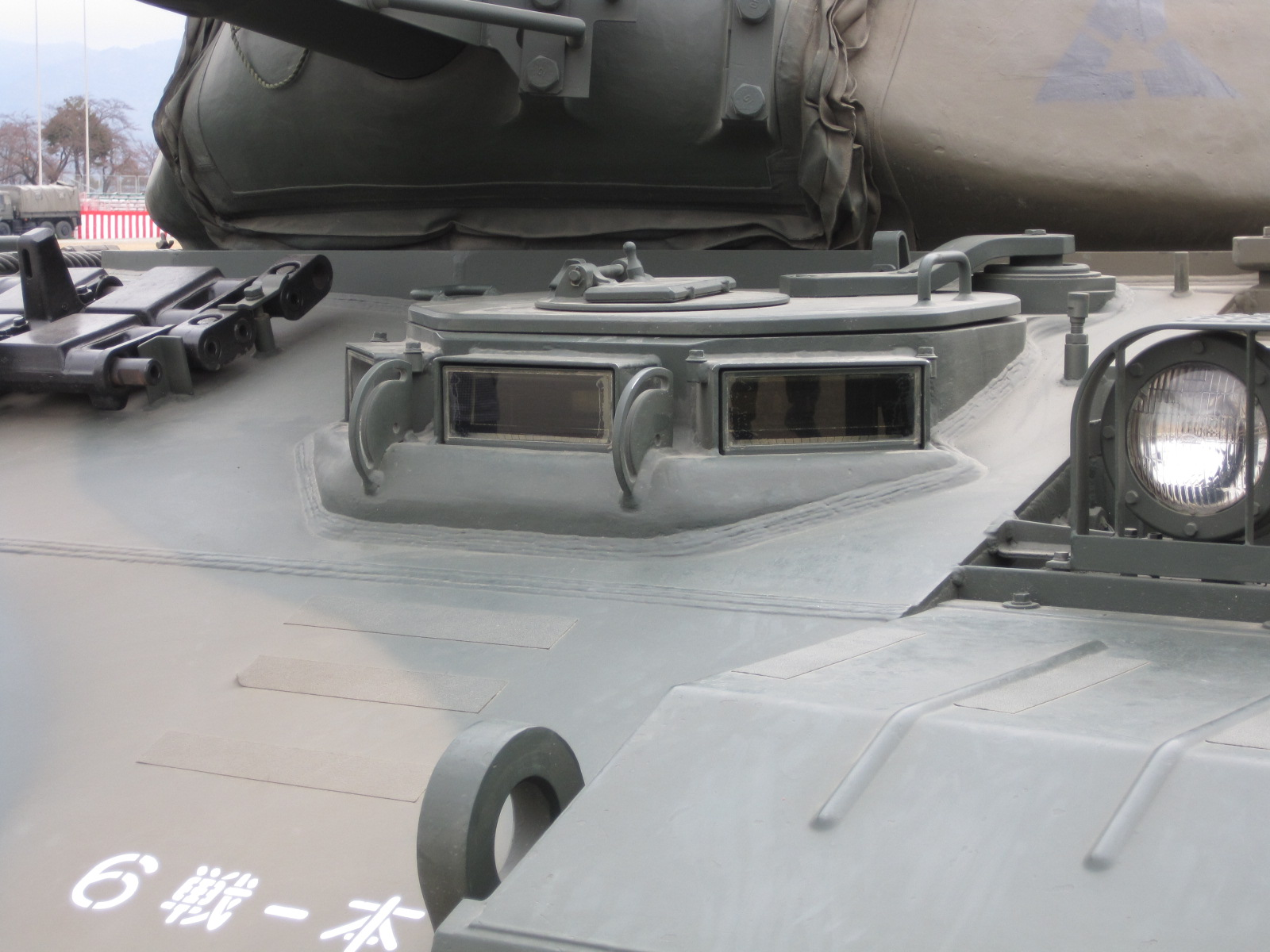
操縦士ハッチ

### 機動性能・燃費・エンジン
旧防衛庁『仮制式要綱 74式戦車 XD 9002』によれば、以下の通りである。
74式戦車の最高速度は53 km/h、加速性能は0 - 200 m加速が25秒、登坂能力は60 %（堅硬土質において）、超堤能力は1.0 m、超壕能力は2.7 m、最小回転半径は約6 m。履帯幅は550 mmとなっている。燃料消費量は2.5 L/km（時速35 km/h時、水平堅硬道において）。搭載燃料は主タンク780 L、補助タンク200 Lとなっている。走行条件が時速35 km/h時、水平堅硬道の状態では単純計算で航続距離312 km、補助タンク装備時には単純計算で航続距離392 kmとなる。
74式戦車の加速性能0 - 200 mまで25秒という数値であるが、後に登場する諸外国の第3世代戦車と同一条件で比較した場合、レオパルト2A4が推定23.5秒、M1エイブラムスの試作車XM1が推定29秒であることから、74式戦車の加速性能は0 - 200 m区間に限定した場合、諸外国の第3世代戦車と同等水準と言える。本車のパワーウェイトレシオを考慮すると最高速度よりも加速性能を重視したものと考えられる。ただ後進速度は遅く、隊員によれば90式は疎か61式戦車よりも遅いという。
エンジンは戦前以来の伝統である空冷ディーゼルエンジンで、2サイクルツインターボのエンジンはパワーバンドが狭いが瞬発力に優れるため、これも悪路における機動性向上に寄与している。またエンジンは前述のクロスドライブ型操向変速装置（前進6段・後進1段）と一体化されパワーパックとなっている。体験乗車時には、エンジンのグリル上に体験乗車用の立ち台が設置される。

### アクティブ型赤外線暗視装置
アクティブ投光器は量産型の途中から追加された（後述）装備で、フィルター開閉操作により可視光（白色）/赤外線投光となる。白色投光では、夜間1,500メートル先で本が読める程度の明るさを持つ。あまりの大出力、大光量であるため、赤外線投光でも直前に立つと低温やけどや着衣の変質、白色投光では赤外線による人体への熱傷の危険性がある。

## 歴代主力戦車との比較
|          | 10式                                      | 90式                                      | 74式                                      | 61式                                               |
| -------- | ----------------------------------------- | ----------------------------------------- | ----------------------------------------- | -------------------------------------------------- |
| 画像     |                                           |                                           |                                           |                                                    |
| 世代     | 第3.5世代                                 | 第3世代                                   | 第2.5世代                                 | 第1世代                                            |
| 全長     | 9.42 m                                    | 9.80 m                                    | 9.41 m                                    | 8.19 m                                             |
| 全幅     | 3.24 m                                    | 3.40 m                                    | 3.18 m                                    | 2.95 m                                             |
| 全高     | 2.30 m                                    | 2.30 m                                    | 2.25 m                                    | 2.49 m                                             |
| 重量     | 約44 t                                    | 約50 t                                    | 約38 t                                    | 約35 t                                             |
| 主砲     | 44口径120mm滑腔砲                         | 44口径120mm滑腔砲                         | 51口径105mmライフル砲                     | 52口径90mmライフル砲                               |
| 副武装   | 12.7mm重機関銃M2×1 74式車載7.62mm機関銃×1 | 12.7mm重機関銃M2×1 74式車載7.62mm機関銃×1 | 12.7mm重機関銃M2×1 74式車載7.62mm機関銃×1 | 12.7mm重機関銃M2×1 7.62mm機関銃M1919A4             |
| 装甲     | 複合装甲（正面要部）                      | 複合装甲（正面要部）                      | 鋳造鋼（砲塔） 圧延防弾鋼（車体）         | 鋳造鋼（砲塔） 圧延防弾鋼（車体）                  |
| エンジン | 水冷4サイクル V型8気筒ディーゼル          | 水冷2サイクル V型10気筒ディーゼル         | 空冷2サイクル V型10気筒ディーゼル         | 空冷4サイクル V型12気筒ディーゼル                  |
| 最大出力 | 1,200 ps/2,300 rpm                        | 1,500 ps/2,400 rpm                        | 720 ps/2,200 rpm                          | 570 ps/2,100 rpm                                   |
| 最高速度 | 70 km/h                                   | 70 km/h                                   | 53 km/h                                   | 45 km/h                                            |
| 懸架方式 | 油気圧式                                  | トーションバー・油気圧 ハイブリッド式     | 油気圧式                                  | トーションバー式                                   |
| 乗員数   | 3名                                       | 3名                                       | 4名                                       | 4名                                                |
| 装填方式 | 自動                                      | 自動                                      | 手動                                      | 手動                                               |
| C4I      | 〇                                        | △                                         | ×                                         | ×                                                  |
| コスト   | 約9.5億円 （2010年）                      | 約11億円（1990年） 約8億円（2009年）      | 約4.0億円 （1989年）                      | 約1億円 （2022年の物価に 換算すると約4.3億円相当） |
| 生産数   | 126輌以上（増備中）                       | 341輌（生産終了）                         | 873輌（退役）                             | 560輌（退役）                                      |

## 運用
1974年（昭和49年）度から、1989年（平成元年）度までの15年間に873輌が調達された。配備先も多く、空砲射撃も可能なことから、駐屯地祭などの模擬訓練展示でよく使用された。

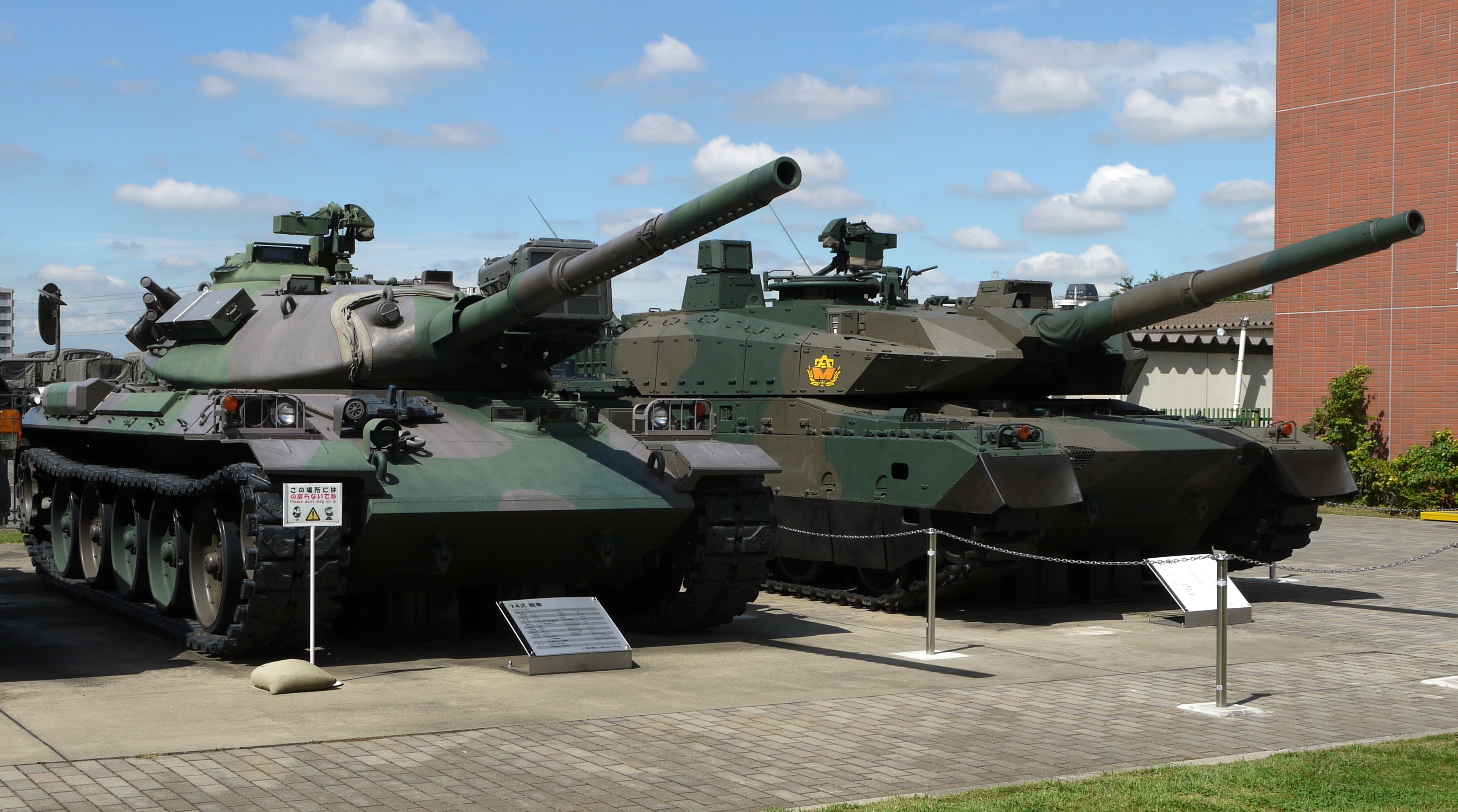
74式戦車（左）と10式戦車 （試作1号車・陸上自衛隊広報センター）
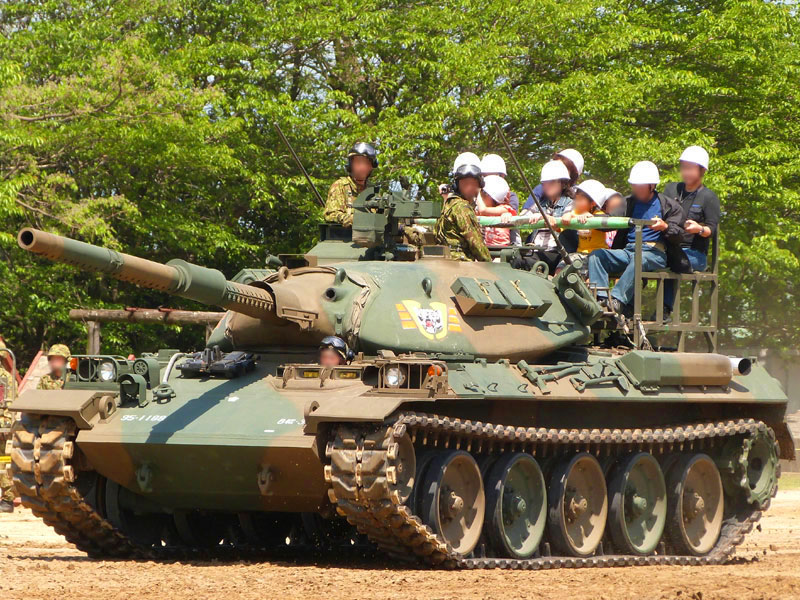
体験乗車のため砲塔後部に座席を設置した状態。 （第8師団第8戦車大隊）

### 改良
登場以来、外見の変化をともなう大きな改修が行われていないが、15年にわたる生産の中で小規模な改修が施されている。これはおおむね5つのロットに分けられるといわれ、射撃管制装置の近代化と新型砲弾の追加により、火力は大幅に増強されている。防御に関しても、車内・砲塔内への高分子ライナー貼付など、外見から判別できない強化が行われている。
増加装甲としての爆発反応装甲に関しては経年変化試験まで完了しており、技術的には増設も可能だが、被弾時に周囲に随伴している普通科隊員への影響がある点や、装備時の重量増加に伴うエンジンの換装を含む大規模な走行系の改修を必要とするため装備が見送られている。
極少数ではあるが、74式戦車(G)の開発も行われ（後述）、近年でも2008年（平成20年）度より部隊訓練評価隊内の一部の車両には一般の二色迷彩に濃い灰色系の色を追加した三色迷彩が、第1戦車大隊の一部の車両には薄い灰色系の色と黒色の二色迷彩を施した車両が確認されている。

### 改修段階
初期生産型
特に呼称はなく、後の生産型にB型以降の型式が付与されるようになってもアルファベットによる型式区別は付与されず、単に「74式戦車」と表記される。

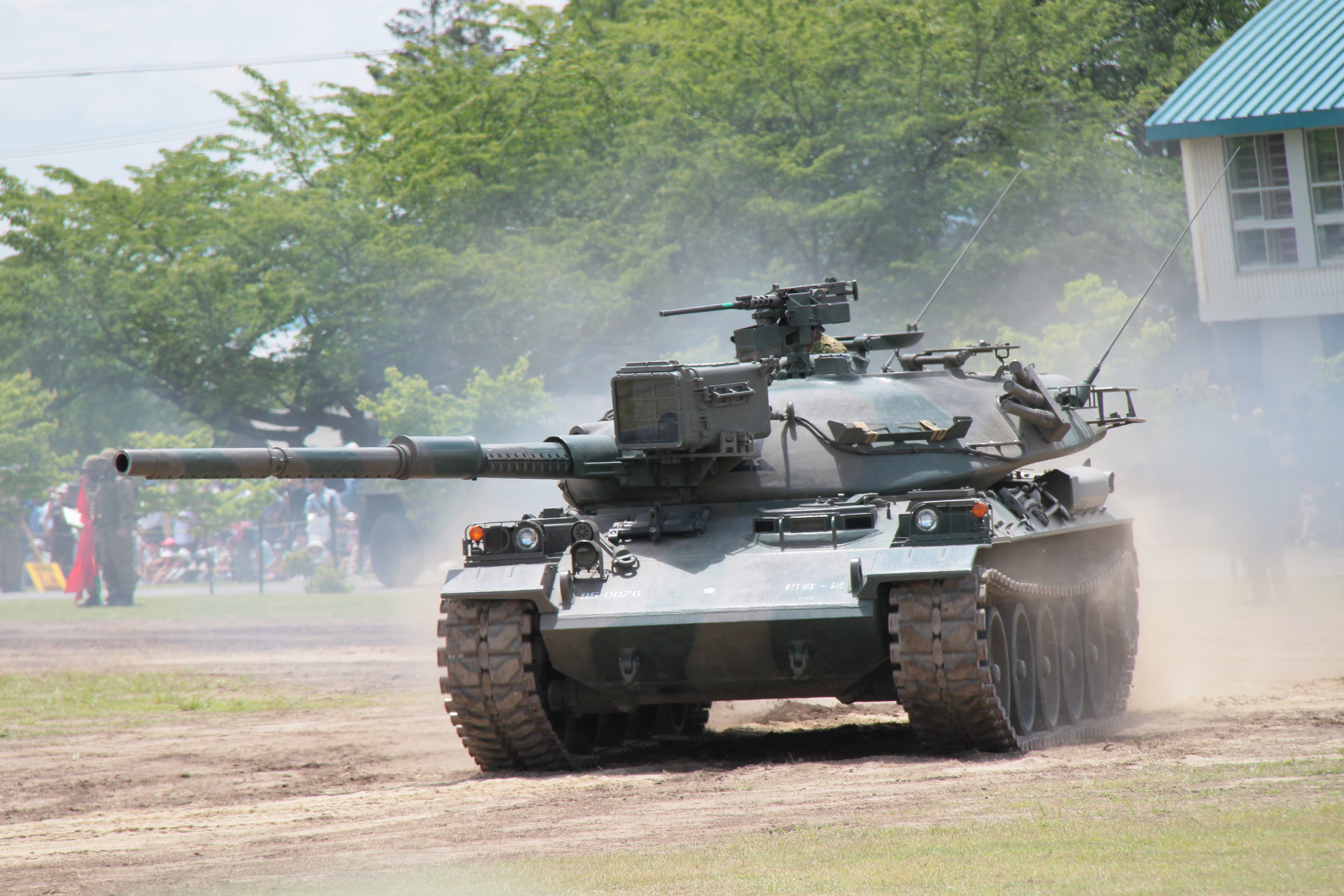
74式戦車照準用暗視装置付
アクティブ型赤外線暗視装置を砲塔に取り付けた型式。

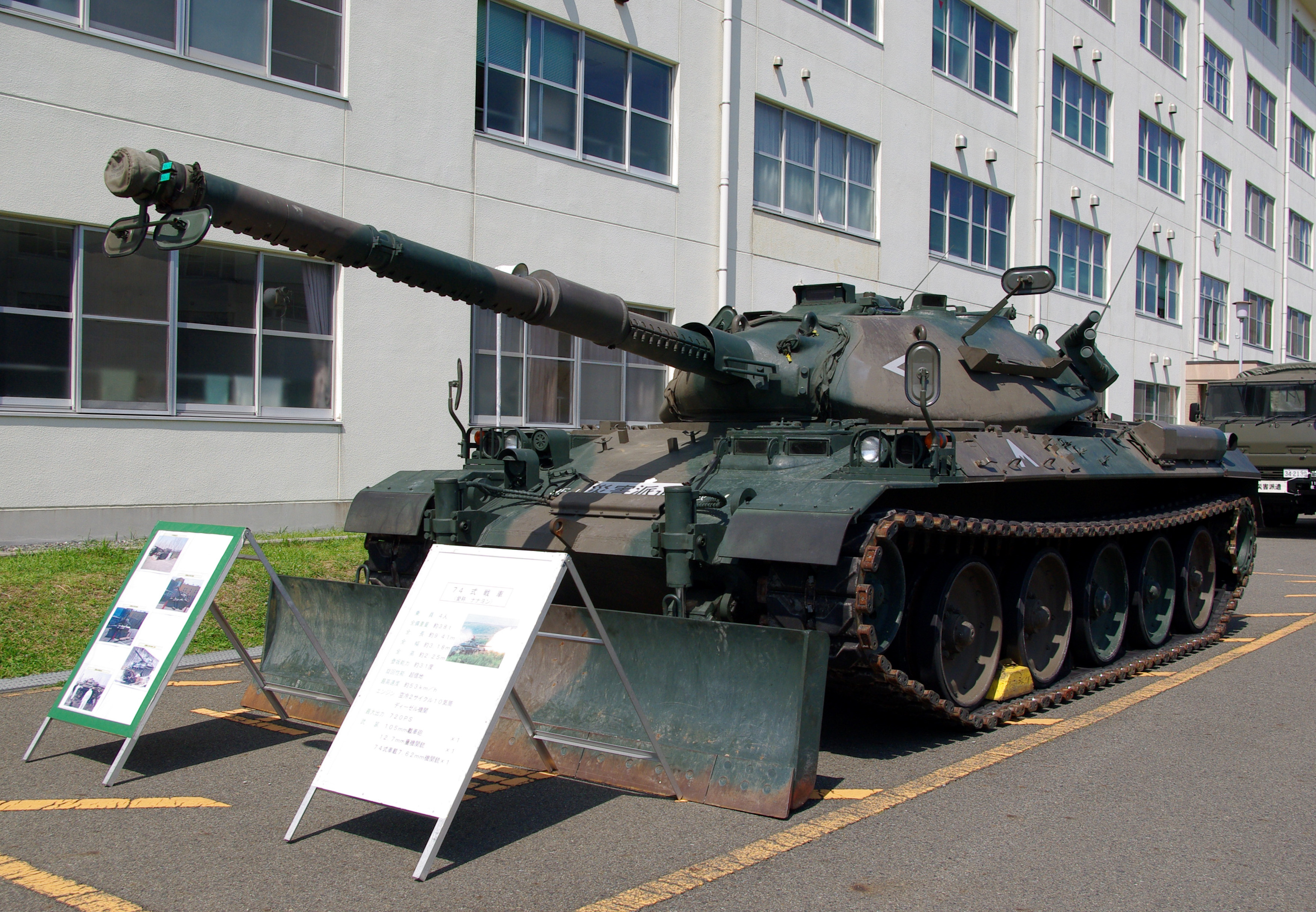
74式戦車ドーザ付
車体前方に障害物除去用のドーザ（排土板）が取り付けられた型式。操作は操縦士が姿勢制御装置の油圧を利用して行うが、操縦装置の関係から搭載砲弾数が通常の50発から3発少ない47発となる。
74式戦車照準用暗視装置 ドーザ付
前述の2つの装備を取り付けた型式。以下、下記の型式も取り付けられた装備に合わせて「○型○付」と表記される（例：74式戦車F型照準用暗視装置付）。
B型
APDSおよび75式HEPの2弾種に加え、APFSDSを運用できるようFCSや弾薬架を改良した型式。変更までに配備された400輌以上の初期型全てがB型に改良された。
C型
オリーブドラブ一色だった塗装を、濃緑色と茶色の2色迷彩に変更した型式。50-60輌程度が生産され、B型と並行して運用された。
D型
砲身にサーマルスリーブを装着した型式。C型以前の物は全てD型に改良された。
E型
HEPに代わり91式HEAT-MPを射撃できるようにFCSを改良した型式。D型以前の8割程度がE型仕様になった。
F型
92式地雷原処理ローラを装備できるようにした型式。数量は10輌以下とされる。

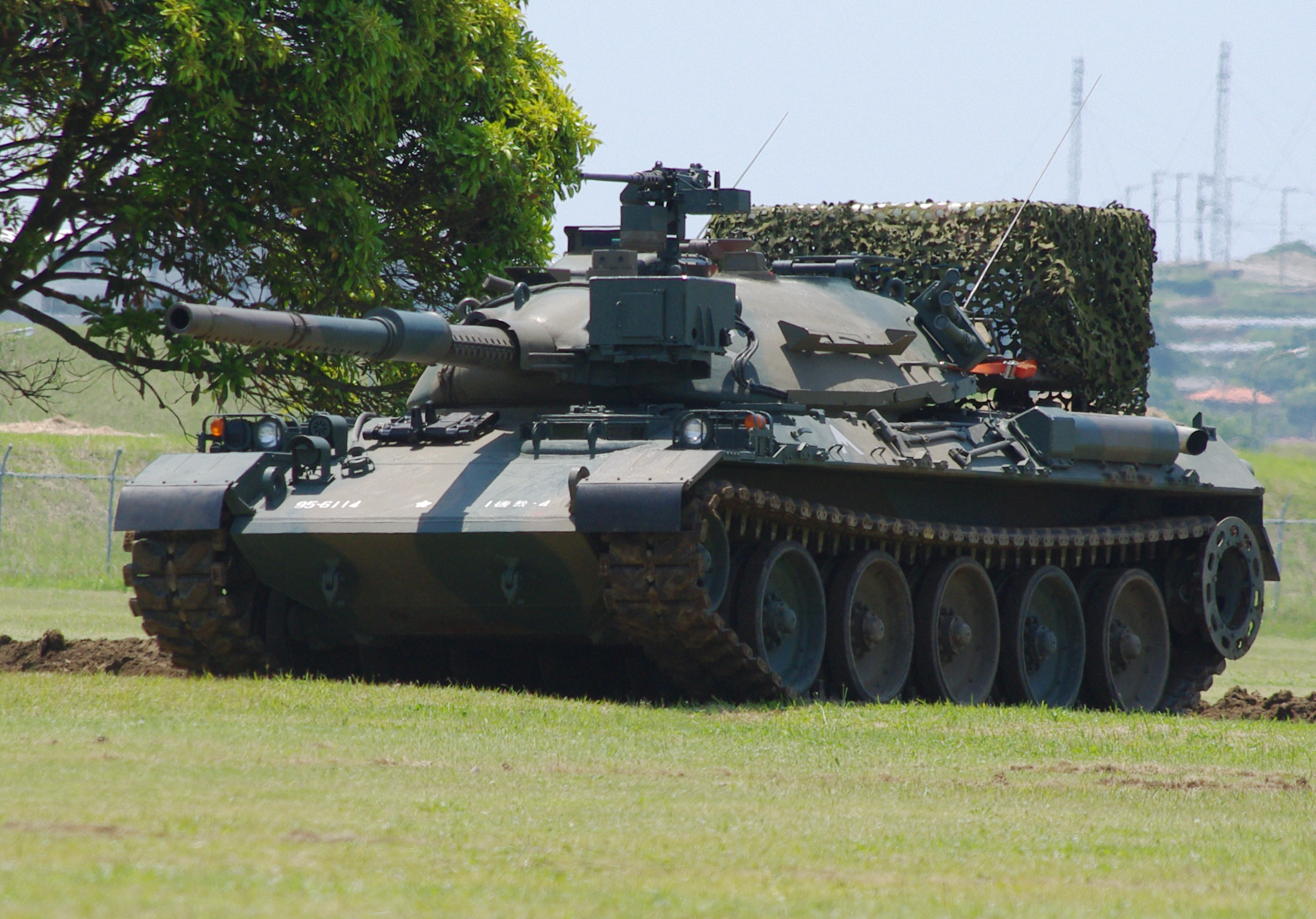
74式戦車(G)

G型
上記の74式戦車改修型。量産4輌と試作1輌のみが存在する。制式化されているため、4輌と少数であるが正式な量産車となる。
74式戦車の運用寿命の延命も期待され、1992年（平成4年）に製作が行われた。1993年（平成5年）には試作改修型として1輌が完成し、4輌が正式に74式戦車(G)として改修された。車体後部の銘板には「74式戦車(改修)」その下に「形式 74(改)」と表記されている。従来の74式戦車に、目標の自動追尾機能を兼ね備えたパッシブ式暗視装置や発煙弾発射機と連動するレーザー検知装置、強力なYAGレーザーを使用したレーザー測遠機などを装備したもので、前述の他、90式戦車のものに類似したサイドスカートが装着可能となり、起動輪にはリング状の履帯離脱防止装置を装着している。また変速装置を改修し、後退2速での後進が可能となった。ロシアやイスラエル等では旧式化した主力戦車をアップグレードする際によく見られる爆発反応装甲の採用はない。
改修による性能の向上は良好なものであったが、開発当時の改修費用は1億円とも言われ、現有の74式戦車870両弱のうち500両を改修したとすると、90式戦車約50両分の調達数が減ることになり、結果として改修車は試作車を含む5輌のみで終了し、既存車への大規模な整備は見送られた。
正式に改修された4輌は富士教導団戦車教導隊で運用され、富士学校・富士駐屯地の開設記念行事や富士総合火力演習に参加して一般公開されている。その後、改修車4輌はE型に準じた状態に復元されたが、パッシブ式暗視装置および連動型レーザー検知装置の装備は継続されており、第1機甲教育隊にて運用されていたが、同隊の廃止に伴い全車用途廃止となった。うち1両が駒門駐屯地で保存展示されている。

### 退役
74式戦車の後継主力戦車としては90式戦車が開発・生産された。しかし、北海道を想定した運用構想や調達数の減少による一括運用の方針から、実戦部隊の74式戦車の更新は北部方面隊のみで進められるにとどまった。その後、全国配備を目指した新型主力戦車として90式戦車の後継に40トン級で小型軽量な10式戦車が開発され、本州と九州の一部の部隊で更新が進んだ。また新型戦車への更新だけでなく、冷戦の終結による戦車部隊の縮小改編に伴う74式戦車の用途廃止も進んだ。しかしながら以下の大規模な戦車部隊の廃止まで、74式戦車は全国的に見ると配備の数では主力の地位を保持し続けた。
本格的な退役は、25大綱および26中期防による戦車定数の大幅削減および同口径砲を持った16式機動戦闘車の導入による代替によって進んだ。北海道と九州の実戦部隊および本州の教育部隊を除く戦車部隊が順次廃止され、それに伴い74式戦車の用途廃止は年間約40両に加速した。2017年（平成29年）度末に第14戦車中隊が廃止、第4戦車大隊と第8戦車大隊が統合（西部方面戦車隊の新編）された。2018年（平成30年）度末には第6戦車大隊と第1機甲教育隊が廃止、西部方面戦車隊の74式戦車の全廃、部隊訓練評価隊の90式戦車への更新がされた。続く31中期防においては、2021年（令和3年）度末には第1戦車大隊が廃止され、2022年（令和4年）度末には第2戦車連隊の縮小改編による用途廃止、第3戦車大隊が廃止された。2023年（令和5年）度末には第9戦車大隊・第10戦車大隊・第13戦車中隊が廃止され、教育部隊についても機甲教導連隊第4戦車中隊の機動戦闘車中隊への改編、同連隊戦闘中隊への16式機動戦闘車の増備により用途廃止となった。これにより74式戦車は全車両が退役した。制式採用から半世紀の間、先代の61式戦車と同様に、生産・配備された全ての車両は一度も実戦投入されることはなかった。
用途廃止された車両について、長年の運用により特に走行装置の消耗が激しく、容易に交換できないため、車体のみ他用途に転用するといったことはできなかった。
仙台駐屯地、船岡駐屯地、豊川駐屯地、湯布院駐屯地や都城駐屯地など、一部の駐屯地では、用途廃止された74式戦車が展示されている。

### 配備部隊・機関
陸上自衛隊富士学校
- 富士教導団
  - 戦車教導隊
  - 機甲教導連隊 - 第4戦車中隊・戦闘中隊
- 部隊訓練評価隊
  - 評価支援隊 - 戦車中隊　※仮想敵部隊として活動する特性上、専用塗装を採用。

陸上自衛隊武器学校
北部方面隊
- 第1戦車群
- 第2戦車群
- 第3戦車群
- 第316～第320戦車中隊
- 第2師団
  - 第2戦車大隊
  - 第2戦車連隊
- 第7師団
  - 第7戦車大隊
  - 第71戦車連隊
  - 第72戦車連隊
  - 第73戦車連隊
  - 第7偵察隊
- 第5師団
  - 第5戦車大隊
- 第11師団
  - 第11戦車大隊

東北方面隊
- 第9師団
  - 第9戦車大隊
- 第6師団
  - 第6戦車大隊

東部方面隊
- 第1師団
  - 第1戦車大隊
- 第12師団
  - 第12戦車大隊
- 東部方面混成団
  - 第1機甲教育隊

中部方面隊
- 第3師団
  - 第3戦車大隊
- 第10師団
  - 第10戦車大隊
- 第13師団・第13旅団
  - 第13戦車大隊
  - 第13戦車中隊
- 第14旅団
  - 第14戦車中隊

西部方面隊
- 西部方面戦車隊
  - 第3戦車中隊
  - 第4戦車中隊
- 第4師団
  - 第4戦車大隊
- 第8師団
  - 第8戦車大隊

### 保管
2024年（令和6年）8月、有事に自衛隊の戦闘継続能力を高めるため、退役した装備品の一部を廃棄せず、必要に応じて再利用できるよう整備・保管する新規事業を計画している事が明らかになった。2025年（令和7年）度予算の概算要求に関連予算7億円を盛り込んだ。74式戦車もその対象として挙げられている。74式戦車の砲は、16式機動戦闘車の105mm砲と口径などが同じであり、砲弾の融通が可能とされる。

## 出動

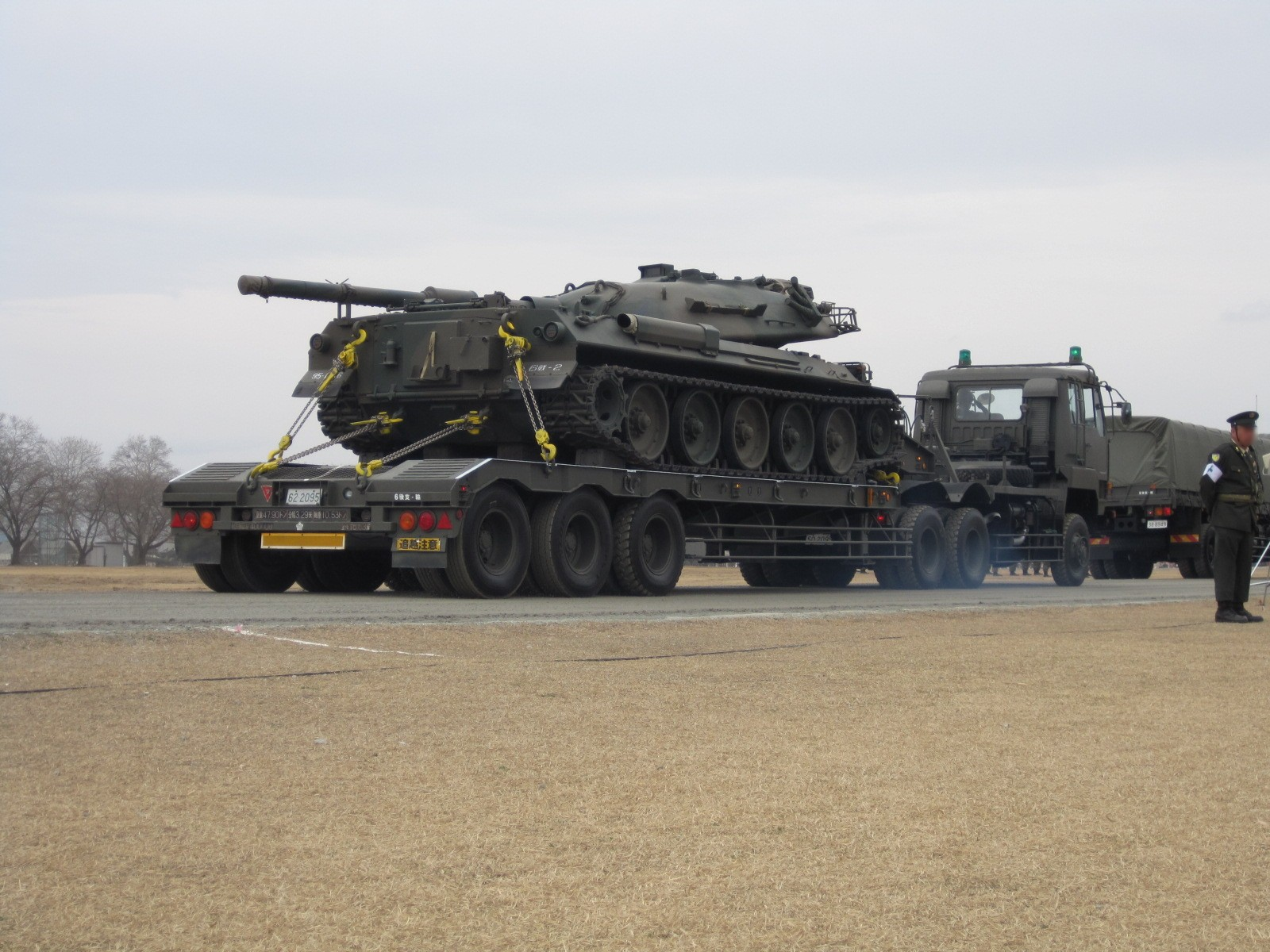
73式特大型セミトレーラで運搬される74式戦車

- 四国4県の防衛警備に当たっている第14旅団の戦車部隊である第14戦車中隊（現在は廃止）は、旅団の警備区外（第13旅団管轄）である岡山県の日本原駐屯地にあるため、四国で行われる駐屯地祭などに74式戦車が参加する際は瀬戸大橋を使ってトレーラー輸送されていた。
- 開発に合わせて自衛隊法第114条と防衛庁訓令により道路運送車両法に定める装備の省略が可能になるよう法制度などの整備がなされ、ナンバープレートなどは装着されていないが、各国の戦車同様にウインカーは装着されている。「戦車にウインカーが付いているのは日本だけである」というような誤った風説があるが[40]、ウインカーは先進国の戦車の標準装備である（各国戦車の項目を参照のこと）。その他に警笛、後方確認用サイドミラー（これは着脱可能で、市街地での走行のみ取り付ける）なども装備されている。
- 長崎県の雲仙普賢岳噴火の際に、夜間に火砕流発生の警戒監視を74式戦車の投光器（アクティブ型赤外線暗視装置）で行うことが可能と考えられ、第4戦車大隊から2両が出動したが、実際には87式偵察警戒車が監視を行い、74式戦車は使われることはなかったとされる[41]。
- 2011年東北地方太平洋沖地震での福島第一原子力発電所事故で放水活動や電力復旧活動の障害となっている放射性物質に汚染された瓦礫を撤去するため[42]、静岡県御殿場市の陸上自衛隊駒門駐屯地から排土板（ストレートドーザ）を装着した第1戦車大隊と第1機甲教育隊の74式戦車2輌と、第1後方支援連隊の78式戦車回収車1輌がJヴィレッジに派遣された[43]。戦車の放射線防護能力を買われてのことであったが、間もなくリモコン操作式のブルドーザーが投入されたため、実際に作業を行うことなく撤収している[44]。
- チャイコフスキー作曲の1812年（序曲）は、大砲(cannon)を演奏で使うことで有名であるが、2011年（平成23年）の日本原駐屯地創立記念式典[45]、2016年（平成28年）の高知駐屯地創立記念式典[46]では74式戦車の戦車砲を用いた演奏が確認されている。どちらも日本原駐屯地所属の74式戦車（それぞれ第13戦車中隊、第14戦車中隊）が参加している。

玖珠駐屯地など、配備先の駐屯地内で成人式が行われる際、新成人隊員が綱引きで74式戦車を牽引する行事が行われる場合があった。

## 派生型
- 78式戦車回収車
- 87式自走高射機関砲
- 91式戦車橋